# سيمون كيير
سيمون كيير (بالدنماركية: Simon Kjær؛ مواليد 26 مارس 1989) لاعب كرة قدم دنماركي سابق لعب كقلب دفاع لمنتخب الدنمارك لكرة القدم من 2009 إلى 2024.
تُوج في عام 2007 بجائزة أفضل لاعب دنماركي تحت الـ19 عامًا وفي عام 2009 بجائزة موهبة العام في الدنمارك. وقد شارك مع المنتخب الدنماركي في 132 مناسبة كانت أبرزها في كأس العالم 2010 وبطولة أمم أوروبا 2012 وكأس العالم 2018.

## روابط خارجية
- سيمون كيير على موقع الاتحاد الدولي (مؤرشف)  (الإنجليزية)
- سيمون كيير على موقع الاتحاد الأوربي (الإنجليزية)
- سيمون كيير على موقع اتحاد تركيا (لاعب) (الإنجليزية)
- سيمون كيير على موقع قاعدة بيانات كرة القدم.إي يو (الإنجليزية)
- سيمون كيير على موقع بيانات كرة القدم. دي إي (الألمانية)
- سيمون كيير على موقع ليكيب (الفرنسية)
- سيمون كيير على موقع ناشيونال فوتبول تيمز (الإنجليزية)
- سيمون كيير على موقع Soccerway.com (الإنجليزية)
- سيمون كيير على موقع عالم كرة القدم.نت (الإنجليزية)
- سيمون كيير على موقع AS.com (الإسبانية)